# Jüchsen
Jüchsen is een plaats en voormalige gemeente in de Duitse deelstaat Thüringen, en maakt deel uit van de gemeente Grabfeld in het district Schmalkalden-Meiningen.